# Castelletto sopra Ticino
Castelletto sopra Ticino (piemontiul: Castlèt Tesin) település Olaszországban, Piemont régióban, Novara megyében. Lakosainak száma 9820 fő (2023. január 1.). Castelletto sopra Ticino Borgo Ticino, Comignago, Dormelletto, Golasecca, Sesto Calende, Somma Lombardo és Varallo Pombia községekkel határos.

## Népesség
A település lakossága az elmúlt években az alábbi módon változott:
| Lakosok száma | 9890 | 9969 | 9820 |
|               | 2017 | 2018 | 2023 |